# Schlesin

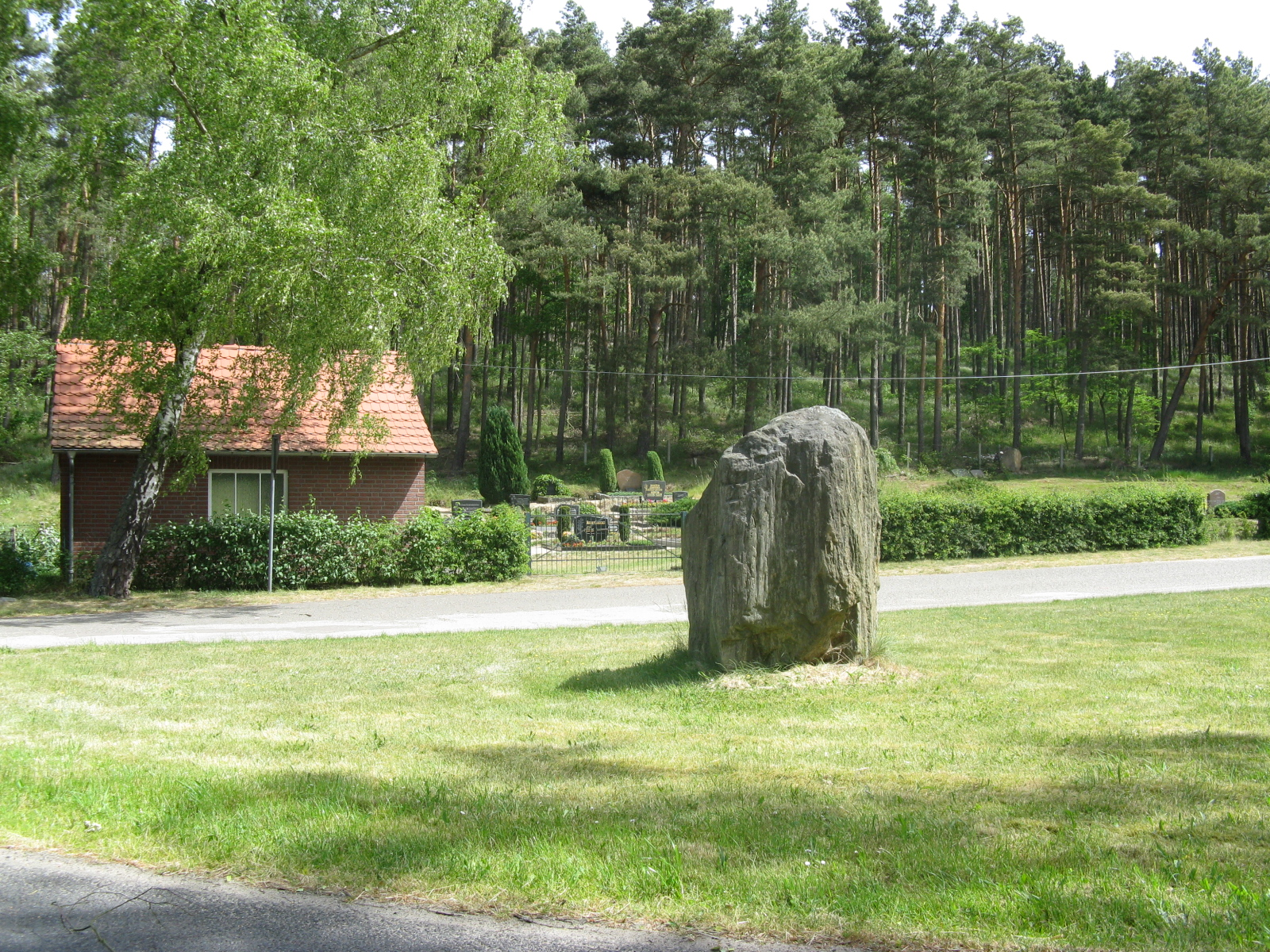
Findling und Friedhof am Westhang des Galgenberges

Schlesin liegt im Südwesten Mecklenburg-Vorpommerns im Landkreis Ludwigslust-Parchim und ist ein Ortsteil der Gemeinde Grebs-Niendorf.
Das Straßendorf liegt südwestlich von Grebs am Waldrand des Wanzeberges. Der Galgenberg, der in Ortsnähe liegt, ist mit 42,3 m ü. HN die höchste Erhebung im Gemeindegebiet. Südlich befindet sich der Weiße Berg mit 40,7 Metern Höhe. Der Ort selbst liegt knapp unter 20 m ü. HN. Westlich der Ortslage schließen sich landwirtschaftliche Nutzflächen sowie in 1,6 Kilometer Entfernung der Flusslauf der Rögnitz an. Durch Schlesin führt die Kreisstraße 42 von Niendorf an der Rögnitz in den Dömitzer Ortsteil Heidhof.
Die Einwohner lebten früher vor allem von der Landwirtschaft. Heute sind die meisten Einwohner Rentner. Schlesin gehört zur evangelisch-lutherischen Kirchgemeinde Conow. 1933 hatte das Dorf 133 Einwohner. Am 1. Juli 1950 wurde Schlesin in die Gemeinde Woosmer eingegliedert. Bis zur Neubildung der Gemeinde Grebs-Niendorf am 13. Juni 2004 war Schlesin ein Ortsteil von Niendorf an der Rögnitz. Die Postleitzahl von Schlesin ist 19294.
Unter Schutz steht das Denkmal für die Gefallenen des Ersten Weltkrieges an der Friedensstraße.